# Euronews
Euronews is een meertalige nieuwszender, opgericht in 1993 in Lyon, die het wereldnieuws vanuit een Europees perspectief probeert te brengen. Bij de zender werken 500 journalisten van 30 verschillende nationaliteiten.

## Meertalig
De zender zendt in 12 talen uit: Engels, Frans, Duits, Spaans, Italiaans, Portugees, Russisch, Arabisch, Turks, Perzisch, Grieks en Hongaars. Tot mei 2017 verschilden alleen de voice-overs, maar sindsdien worden er ook verschillende programma's gemaakt en werkt de zender met presentatoren. De hoofdzetel bevindt zich sinds 2024 in Brussel. 

## Aandeelhouders
In 2015 verwierf Media Globe Networks, eigendom van de Egyptische telecommagnaat Naguib Sawiris, een meerderheidsbelang van 53%. 12% is eigendom van de publieke omroepen: CT (Tsjechië), CyBC (Cyprus), ENTV (Algerije), ERT (Griekenland), TT (Tunesië), NMA (Egypte), France Télévisions (Frankrijk), PBCU (Oekraïne), PBS (Malta), RAI (Italië), RTBF (België), RTE (Ierland), RTP (Portugal), RTR (Rusland), RTVSLO (Slovenië), SNRT (Marokko), SSR (Zwitserland), TVR (Roemenië), TV4 (Zweden), YLE (Finland), Métropole de Lyon, Département du Rhône, Région Auvergne-Rhône-Alpes, ADMIC (Abu Dhabi).
Eind 2021 kwam de meerderheid (88%) in handen van het Portugese investeringsbeheerbedrijf Alpac Capital. De vader van de CEO van Alpac Capital (Mário David), is een oud-medewerker, adviseur en vriend van Viktor Orbán. Volgens Ágnes Urbán, directeur van de denktank Mertek Media Monitor, loopt Euronews het risico te worden uitgebuit als een “pseudo-onafhankelijke” mediapost van de Hongaarse regering, waar het een schijn van onafhankelijkheid handhaaft, maar een “veel minder kritische” houding ten opzichte van Hongarije en andere zogenaamde illiberale democratieën. Alpac Capital gaf aan dat er geen Hongaars geld betrokken was bij de overname, maar in 2024 kwam naar buiten dat het Hongaarse investeringsfonds Széchenyi Funds (SZTA) voor 30% bijdroeg aan het investeringsfonds die de overname bekostigden. Tegelijktijd gaven medewerkers aan geen druk te ervaren vanuit Alpac.

## Europese Unie
Een vast deel van de programmering wordt besteed aan berichtgeving over de Europese Unie. Euronews wordt door de EU gesubsidieerd. De zender ontvangt jaarlijks een geldbedrag van ±15 miljoen euro. In juli 2024 loopt de subsidie af en zal Euronews opnieuw moeten meedoen met een tender.

## Partnerschap met NBC News
In juni 2017 kocht NBCUniversal, onderdeel van Comcast, 25% aandelen van Euronews. Er lag een plan om de zender te hernoemen naar EuroNewsNBC. In 2020 verkocht Comcast de aandelen echter aan Media Globe Networks, omdat het bedrijf NBC Sky World News gaat lanceren, na de overname van het Britse Sky.

## Ontvangst
Euronews is beschikbaar in 430 miljoen huishoudens in 166 landen. In België en Nederland is de zender zowel via de satelliet als via de (digitale) kabel te ontvangen, veelal Engelstalig, Franstalig en/of Duitstalig. De zender is ook online te zien.
Lijst van televisiekanalen in Frankrijk